# 东环路街道 (平顶山市)
东环路街道，是中华人民共和国河南省平顶山市卫东区下辖的一个乡镇级行政单位。

## 行政区划
东环路街道下辖以下地区：
月台河社区、东联北社区、田选社区、五条路社区、环东社区、魏寨村和吴寨村。